# Буковани (Соколов)
Буковани (чеш. Bukovany) је насељено мјесто са административним статусом сеоске општине (чеш. obec) у округу Соколов, у Карловарском крају, Чешка Република.

## Становништво
Према подацима о броју становника из 2014. године насеље је имало 1.576 становника.